# Ágai Dezső
Ágai Dezső, születési és 1946-ig használt nevén Adler Dezső (Besztercebánya, 1900. február 25. – Szeged, 1980. december 28.) jogász, ügyvéd, ügyész, Ágai Ágnes (1932–2024) író, költő, műfordító apja.

## Életpályája
Adler Gyula (1874–1919) sörkereskedő, vendéglős és Klein Rozália (1878–1951) fiaként született zsidó családban. Elemi és középiskoláit a szegedi kegyesrendi városi főgimnáziumban végezte, s a szegedi állami főgimnáziumban érettségizett (1918). Tanulmányait a szegedi Ferenc József Tudományegyetemen folytatta, ahol 1925-ben jogtudományi doktori oklevelet szerzett. Három évvel később ügyvédi és ügyészi szakvizsgát tett. 1925 és 1945 között az SZDP, illetve a Magyarországi Szociáldemokrata Párt ügyvédje volt. A második világháború idején előbb munkaszolgálatot teljesített, majd 1944-ben az auschwitzi koncentrációs táborba deportálták. 1945 és 1948 között a szegedi városi tanács ügyésze, 1948 és 1960 között a Szegedi Tudományegyetem, illetve a József Attila Tudományegyetem ÁJTK Kereskedelmi és Váltójogi Tanszéke, illetve Pénzügyi Jogi Tanszéke egyetemi adjunktusa, 1960 és 1965 között egyetemi docense, 1960–1961-ben a Tanszék vezetője.
1930. július 31-én Szegeden feleségül vette Hasznos Etelkát, Hasznos Adolf fakereskedő és Kaudertz Róza lányát. Második házastársa Neufeld Erzsébet (1911–1996) volt.

## Díjai, elismerései
- Szocialista Hazáért Érdemrend (1968)
- Felszabadulási Jubileumi Emlékérem (1970)